# Nemesio Oseguera

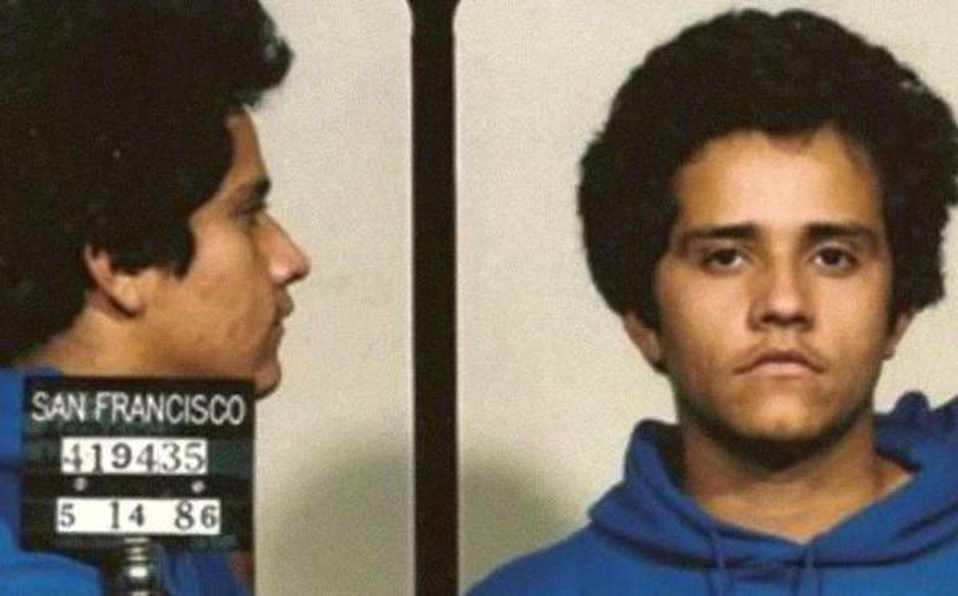
Nemesio Oseguera Cervantes (1986)

Nemesio Rubén Oseguera Cervantes (* 17. Juli 1966 oder 1964), gemeinhin unter dem Decknamen El Mencho bekannt, ist ein mexikanischer mutmaßlicher Drogenbaron und Anführer des Kartelles Jalisco Nueva Generación (CJNG), einer in Jalisco ansässigen kriminellen Gruppe. Er wird wegen Drogenhandels, Beteiligung am organisierten Verbrechen und illegalen Waffenbesitzes gesucht. El Mencho ist Berichten zufolge für die Koordinierung von Drogenhandelsoperationen in Nord- und Südamerika, Europa, Asien, Afrika und Ozeanien verantwortlich. Unter seinem Kommando wurde die CJNG zu einer der führenden kriminellen Organisationen Mexikos. Er ist der meistgesuchte Kriminelle in Mexiko und einer der meistgesuchten in den USA. Beide Regierungen bieten bis zu 30 Millionen Mexikanische Peso bzw. 10 Millionen US-Dollar für Informationen, die zu seiner Verhaftung führen. 
El Mencho wurde in Mexiko in Armut geboren, wanderte in den 1980er Jahren illegal in die USA ein, wurde Anfang der 1990er Jahre nach Mexiko deportiert und arbeitete für das Milenio-Kartell. Er stieg schließlich an die Spitze der kriminellen Organisation auf und gründete die CJNG, nachdem mehrere seiner Chefs verhaftet oder getötet worden waren. Öffentliche Aufsehen erregte er durch seine aggressive Führung und seine Gewalttätigkeit sowohl gegen rivalisierende kriminelle Gruppen als auch gegen mexikanische Sicherheitskräfte. 

## Frühes Leben

Gesucht Plakat von Nemesio Osergura Cervantes (alias El Mencho), welches 10 Millionen USD für Informationen anbot, die zu seiner Verhaftung führten.

Nemesio Oseguera Cervantes wurde am 30. Juli 1964 oder 1966 in der ländlichen Gemeinde Naranjo de Chila in Aguililla, Michoacán, Mexiko, geboren. Sein Vorname wird als Rubén und/oder Nemesio zitiert. Er hat alternative Decknamen wie Nemecio, Rubén Acerguera Cervantes, Lorenzo Mendoza und Nemesio Oseguera Ramos. Einige Quellen geben an, dass sein Geburtsname Rubén war, dass er ihn aber in Erinnerung an seinen Patenonkel in Nemesio änderte. Er ist weithin bekannt unter seinem Alias El Mencho, ein Spitzname, der sich von der phonetischen Ableitung von Nemesio ableitet.
El Mencho wuchs in einer armen Familie auf, die Avocados anbaute. Er hatte fünf Brüder: Juan, Miguel, Antonio, Marín und Abraham. Er brach die Grundschule in der 5. Klasse ab, um auf den Feldern zu arbeiten. Im Alter von 14 Jahren begann er, Marihuana-Plantagen zu bewachen. Einige Jahre später beschloss er, sich ein besseres Leben zu wünschen, und wanderte in den 1980er Jahren illegal in den US-Bundesstaat Kalifornien ein. Um seine Identität in den USA zu schützen, verwendete er verschiedene Namen und Kombinationen, wie unter anderem Rubén Ávila, José López Prieto, Miguel Valadez, Carlos Hernández Mendoza und Roberto Salgado.

### Zeit in den USA
Im Jahr 1986 lebte er in der San Francisco Bay Area. Er wurde im Alter von 19 Jahren von der Polizei von San Francisco wegen Hehlerei und Tragen einer geladenen Waffe verhaftet. Zwei Monate nach seiner Verhaftung wurde sein erstes Kind geboren. Den Einreiseaufzeichnungen zufolge überquerte El Mencho in den späten 1980er Jahren unter anderen Decknamen mehrmals die Grenze zwischen den USA und Mexiko. Die Drug Enforcement Administration (DEA) und die mexikanischen Ermittler glauben, dass er in dieser Zeit zusammen mit seinem Schwager Abigael González Valencia (alias El Cuini) im kalifornischen Central Valley in die Meth-Produktion und den Meth-Handel verwickelt wurde.
1989 wurde El Mencho erneut in San Francisco wegen Drogenhandels verhaftet. Einige Monate später wurde er nach Mexiko deportiert, kehrte jedoch in die USA zurück und ließ sich in San Francisco wieder nieder. Im September 1992 wurde er erneut verhaftet, diesmal in Sacramento, Kalifornien, wegen Drogenhandels auf Bundesebene.

### Verhaftung und Abschiebung
Er wurde zu 5 Jahren verurteilt und in das Big Spring Correctional Center in Texas eingewiesen.
Nach drei Jahren wurde er auf Bewährung aus dem Gefängnis entlassen und im Alter von 30 Jahren nach Mexiko abgeschoben. In Mexiko schloss er sich den örtlichen Polizeikräften von Cabo Corrientes und Tomatlán im Bundesstaat Jalisco an. Nach einiger Zeit verließ er die Polizei und trat dem Milenio-Kartell bei. Er heiratete eine der Schwestern des Clanführers, Rosalinda González Valencia.

## Kartell-Aufstieg
Im Milenio-Kartell begann El Mencho als Mitglied des Kommandos, das den Drogenbaron Armando Valencia Cornelio (alias El Maradona) schützte. Am 12. August 2003 wurde dieser von den mexikanischen Behörden verhaftet. Etwa zur gleichen Zeit führte eine rivalisierende kriminelle Gruppe namens Los Zetas mit Unterstützung des Golf-Kartells eine bewaffnete Offensive gegen das Milenio-Kartell in Michoacán durch. Der Angriff zwang die Familie Valencia ins Exil nach Jalisco.
El Mencho zog mit seinem Schwiegervater José Luis González Valencia (alias El Quini) und Román Caballero Valencia in die Landeshauptstadt Guadalajara um. In Jalisco schlossen El Mencho und das Milenio-Kartell eine Allianz mit der Untergruppe des Sinaloa-Kartells unter der Leitung von Ignacio Nacho Coronel, einem hochrangigen Drogenbaron und Verbündeten von Joaquín El Chapo Guzmán. Unter Coronel verwalteten El Mencho und seine Gruppe die Drogengeschäfte und Finanzen des Sinaloa-Kartells in den Bundesstaaten Colima und Jalisco.
Am 28. Oktober 2009 wurde der Spitzenführer des Milenio-Kartells, Óscar Orlando Nava Valencia (alias El Lobo), verhaftet. Am 6. Mai 2010 wurde auch sein Bruder Juan Carlos (alias El Tigre) verhaftet. Zwei Monate später wurde Coronel bei einer Schießerei mit der mexikanischen Armee getötet. Nach ihren Niederlagen begann das Milenio-Kartell zu zerbrechen.
Auseinandersetzungen um die Macht führten zu einem Machtkampf innerhalb der Gruppe.
und das Milenio-Kartell spaltete sich in zwei Teile. Die eine Seite war als La Resistencia bekannt, die andere war Los Torcidos unter der Führung von El Mencho. La Resistencia beschuldigte Los Torcidos, Óscar Orlando an die Behörden ausgeliefert zu haben. Beide Gruppen kämpften um die Drogenschmuggelgebiete in Jalisco.
Um ihre Präsenz zu legitimieren, startete die Gruppe von El Mencho eine Propagandakampagne und prangerte Erpressungen an, die von rivalisierenden Banden gegen Zivilisten, Geschäftsleute und Regierungsbehörden verübt wurden. Die Torcidos gewannen schließlich den Krieg und festigten ihren Einfluss im Westen Mexikos. Die Gruppe änderte daraufhin ihren Namen in Kartell Jalisco Nueva Generación (spanisch: Cártel de Jalisco Nueva Generación, oder CJNG).

## Periode der Kartellführung
Als Führer der CJNG festigte El Mencho seine Position und baute seine Organisation durch territoriale Ausdehnung und durch die Bestechung von Regierungsbeamten aus. Die CJNG entwickelte sich zu einer der führenden kriminellen Gruppen in Mexiko. Während des gesamten Prozesses etablierte sich El Mencho als einer der meistgesuchten Kriminellen Mexikos. Sein Aufstieg ist auf eine Reihe von Faktoren zurückzuführen, unter anderem auf die aggressive und sensationsgierige Zurschaustellung öffentlicher Gewalt durch die CJNG. Die direkten Angriffe des CJNG auf die mexikanischen Sicherheitskräfte brachten ihm bei den Behörden den Ruf ein, ein „Hauptfeind“ des Staates und ein gefährlicher Verbrecher zu sein. Darüber hinaus machte der Sturz einiger Anführer der organisierten Kriminalität den Weg frei. 

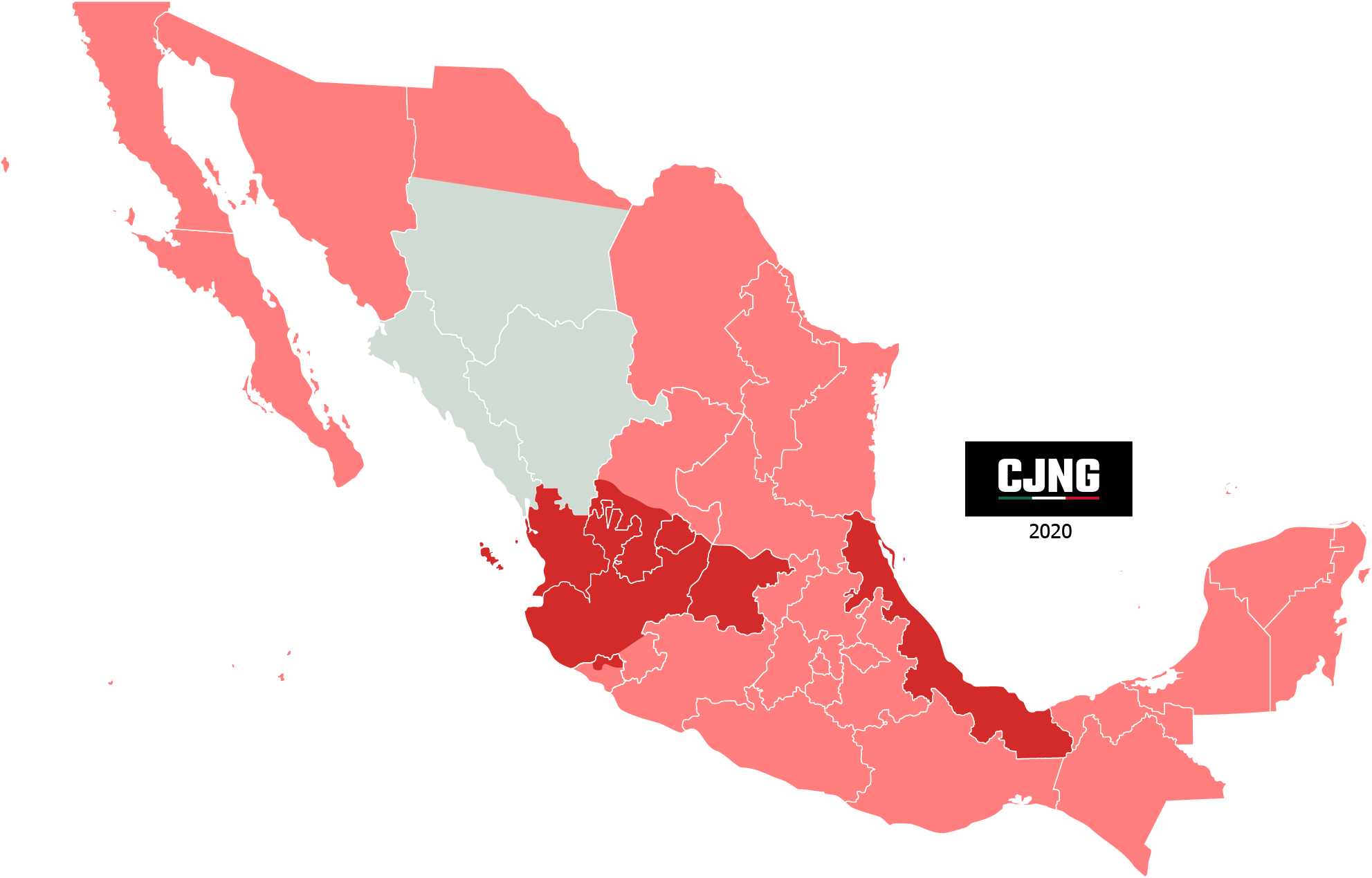
Handlungsbereiche der CJNG im Jahr 2020
Haupthandlungsbereiche
Sekundäre Zonen der Handlungen oder des Einflusses

Er verstärkte seine Operationen in Jalisco und den angrenzenden Staaten durch die Abwehr von Übergriffen krimineller Gruppen wie Los Zetas und dem Los Caballeros Templarios. Regierungsquellen zufolge war er für die Beaufsichtigung des gesamten Drogenhandels der CJNG in den Bundesstaaten Jalisco, Colima und Guanajuato verantwortlich, wo er eine Bastion für die Produktion und den Handel mit Methamphetamin schuf.
Ihre operative Kapazität in Mexiko konzentriert sich auf 8 Bundesstaaten: Jalisco, Colima, Guanajuato, Nayarit und Veracruz, wo sie den Drogenhandel kontrolliert, und Morelos, Guerrero und Michoacán, wo sie gegen konkurrierende rivalisierende Drogengruppen kämpft. Zwischen 2014 und 2016 war die einzige Region des Landes, in der die CJNG ihre territoriale Präsenz verlor, Mexiko-Stadt. Auf internationaler Ebene hat die CJNG Berichten zufolge Verbindungen zu kriminellen Gruppen in den USA, Lateinamerika, Europa, Asien und Afrika. Auf internationaler Ebene konzentriert sich die CJNG hauptsächlich auf den Handel mit Kokain und Methamphetamin.
El Mencho gelang es, die CJNG zu einer der profitabelsten kriminellen Banden Mexikos zu machen. Die Regierung schätzt das Gesamtvermögen der Gruppe El Menchos auf etwa 50 Milliarden US-Dollar. Sein Schwager Abigael González Valencia leitete eine mit CJNG verbündete Drogenhandelsgruppe namens Los Cuinis. Abigael wurde am 28. Februar 2015 von der mexikanischen Marine verhaftet. Ursprünglich stellte der CJNG Methamphetamin her, aber dann wechselte er zur Heroinproduktion, als sich die Verbrauchernachfrage änderte.

### Fahndung
Am 25. August 2012 reagierte eine Einheit der mexikanischen Bundespolizei mit Sitz in Tonalá, Jalisco, auf einen anonymen Hinweis, der besagte, dass in einer ländlichen Gemeinde in der Nähe eine Zelle der organisierten Kriminalität präsent sei. Als die Sicherheitskräfte in dem Gebiet eintrafen, brach eine Schießerei aus. Bei dem Feuergefecht wurden 6 CJNG-Mitglieder getötet.
In einer Reihe koordinierter Aktionen, um die Verhaftung El Menchos zu verhindern, blockierte die CJNG mehrere Autobahnen und Straßen im Großraum Guadalajara, indem sie mindestens 37 Fahrzeuge in Brand setzten. Der Zweck bestand darin, sie als Blockaden zu errichten, um die Sicherheitskräfte daran zu hindern, die Hauptstadt Jaliscos zu durchqueren, und El Mencho genügend Zeit zur Flucht zu geben. Die Blockaden wurden auf strategischen Routen platziert, um zu verhindern, dass Polizeiverstärkungen nach Guadalajara kommen oder Guadalajara verlassen konnten. Nachdem die Angriffe vorüber waren, bestätigte die Regierung, dass El Mencho sich in der Gegend befand und sich der Gefangennahme entzogen hatte.
Am 19. März 2015 überfielen bewaffnete Männer der CJNG in Ocotlán, Jalisco, einen Konvoi der Bundespolizei. Insgesamt gab es 11 Tote: fünf Polizisten, drei Zivilisten und drei bewaffnete CJNG-Schützen. Der Angriff war eine Aktion der CJNG zum Schutz von El Mencho, der sich Berichten zufolge zu einem Treffen in der Gegend aufhielt. Am 23. März wurde Heriberto Acevedo Cárdenas (alias El Gringo und El Güero), einer der engen Vertrauten von El Mencho, bei einer Schießerei mit der Bundespolizei in Zacoalco de Torres, Jalisco zusammen mit drei weiteren CJNG-Verdächtige getötet. Regierungsquellen zufolge leitete Acevedo Cárdenas CJNG-Zellen in Zacoalco, Tlajomulco, Cocula, Tapalpa und Atemajac de Brizuela, Jalisco.
Am 6. April blockierten Bewaffnete der CJNG mit einem brennenden Fahrzeug eine Straße in San Sebastián del Oeste, Jalisco, und eröffneten das Feuer auf einen Konvoi der Bundespolizei, wobei 15 Polizisten getötet und 5 weitere verwundet wurden. Der Vorfall war der tödlichste Einzelangriff auf die mexikanische Polizei seit 2010. Am selben Tag wurde Miguel Ángel Caicedo Vargas, der Polizeichef von Zacoalco de Torres, von der CJNG getötet.
Einen Monat später, am 1. Mai 2015, startete die mexikanische Regierung die Operation Jalisco, eine vom Militär geführte Kampagne, die darauf abzielte, Gruppen des organisierten Verbrechens in Jalisco zu bekämpfen und ihre jeweiligen Anführer zu fassen. Die Ankündigung erfolgte nach einer Reihe von Angriffen der CJNG in den vergangenen Wochen. Am Tag der Eröffnung der Operation hieß es in Geheimdienstberichten, dass sich El Mencho in Tonaya aufhielt, was eine Offensive zu seiner Ergreifung auslöste. Als die Sicherheitskräfte in das Gebiet zogen, in dem sich El Mencho angeblich versteckt hielt, kam es zu einem Schusswechsel zwischen Strafverfolgungsbeamten und Bewaffneten der CJNG.
In der Kleinstadt Villa Purificación, Jalisco, schossen die Männer von El Mencho einen Hubschrauber der mexikanischen Armee mit einer rückstoßfreien Panzerabwehrhandwaffe ab, wobei 9 Soldaten getötet wurden. Der Kampf erstreckte sich über mehrere Gemeinden in Jalisco; die Männer von El Mencho blockierten mehrere Straßen im Gebiet von Guadalajara, um die Mobilisierung der Strafverfolgungsbehörden zu verlangsamen und die Flucht ihres Anführers zu erleichtern. Die CJNG setzte 39 Busse, 11 Banken und 16 Tankstellen in Brand. Der Angriff breitete sich in über 20 verschiedenen Städten und drei Nachbarstaaten aus.

## Tatvorwürfe

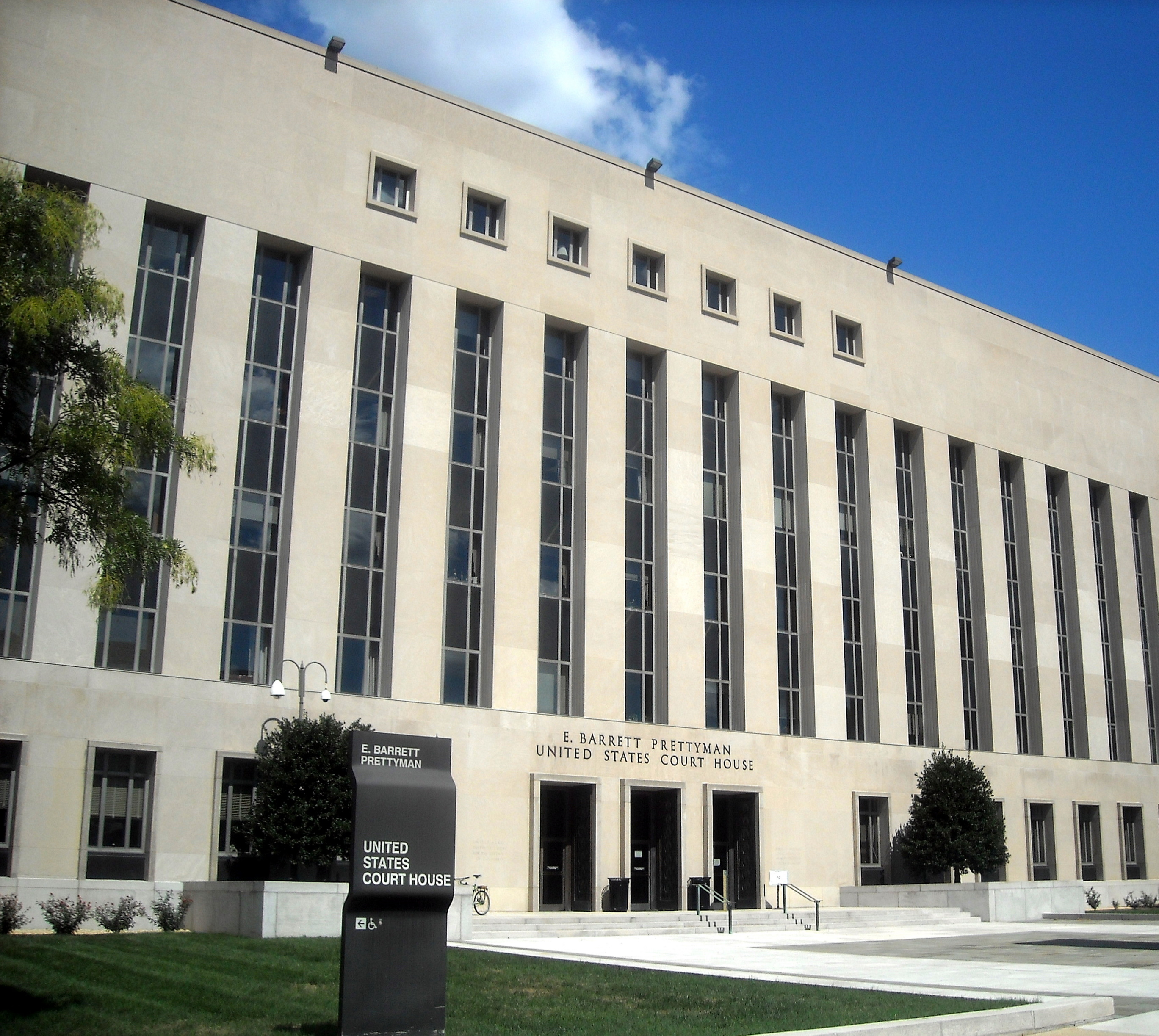
E. Barrett Prettyman Federal Courthouse, DC

Seit den 2000er Jahren verfolgte das DEA-Büro in Los Angeles, Kalifornien, die Aktivitäten von El Mencho und stellte fest, dass die CJNG ihre Drogenhandelsoperationen international ausgeweitet hatte. Im Jahr 2000 entdeckte die US-Regierung, dass El Mencho in eine internationale Kokain- und Methamphetamin-Operation verwickelt war. Fünf Jahre später entdeckte sie, dass er Schusswaffen benutzt hatte, um seine Operationen zu erleichtern.
Im Jahr 2007 entdeckte die DEA, dass El Mencho an einer Kokainoperation beteiligt war, die durch Kolumbien, Guatemala und Mexiko führte und in den USA endete. Sie deckte auch eine zweite Kokainlieferung aus Kolumbien, Mexiko, in die USA auf. Im Jahr 2013 wurden dann zwei weitere Lieferungen aus Mexiko und 2014 aus den USA aufgedeckt. 2014 stellte die DEA jedoch eine radikale Veränderung in der Modus Operandi der CJNG fest; Bei El Mencho wurde entdeckt, dass er eine Methamphetamin-Lieferung koordiniert hatte, die von Mexiko nach Australien und dann in die USA ging, indem er in China ansässige Banden unter Druck setzte.
Am 27. September 2011 erließ die Procuraduría General de la República (PGR) einen Haftbefehl gegen El Mencho und bot 2 Millionen Mex$ für jeden, der helfen kann, Informationen zu liefern, die zu seiner Verhaftung führen. Er wurde der Beteiligung am organisierten Verbrechen und des illegalen Besitzes von Schusswaffen beschuldigt. Im März 2014 klagte das United States District Court for the District of Columbia El Mencho auf der Grundlage früherer Ermittlungen der DEA wegen mehrerer Anklagepunkte an, darunter Drogenhandel und die Leitung eines Continuing Criminal Enterprise. El Mencho und Abigael wurden beschuldigt, Lieferungen von Kokain und Methamphetamin von Südamerika über Mexiko in die USA koordiniert zu haben. Sie erklärten auch, dass das CJNG und Los Cuinis die Sammlung und Lieferung der Drogenerlöse aus den USA nach Mexiko koordiniert hätten. Darüber hinaus bemüht sich das United States District Court for the Western District of Texas darum, El Mencho wegen Drogenhandels zu verurteilen.
Am 18. Dezember 2017 wurde der siebzehnjährige YouTuber-Star Juan Luis Lagunas Rosales, bekannt als El Pirata de Culiacán (deutsch: Der Pirat aus Culiacán), in einer Bar in Jalisco von einer Gruppe von vier Männern mit Gewehren erschossen, kurz nachdem Lagunas Rosales auf Video aufgenommene Beleidigungen gegen El Mencho veröffentlicht hatte. Die Polizei untersucht, ob El Mencho den Befehl gab, ihn hinzurichten, aber es wurde keine Anklage erhoben.
Am 15. August 2018 kündigte die PGR an, dass sie bis zu 30 Millionen Mex$ für jeden anbieten würde, der Informationen liefert, die zur Ergreifung El Menchos führen. Diese Ankündigung wurde veröffentlicht, als sich die DEA und die mexikanischen Behörden bereit erklärten, einen neuen Plan für die Zusammenarbeit gegen das organisierte Verbrechen aufzudecken, der eine stärkere Konzentration auf ihre Finanzstruktur und die Schaffung einer Strafverfolgungsgruppe vorsah, die für die Untersuchung internationaler Fälle zuständig sein sollte. Das Kopfgeld geht auf einen neuen Haftbefehl zurück, der gegen ihn wegen seiner mutmaßlichen Beteiligung an der Leitung der Entführung und Ermordung von zwei Agenten der Agencia Federal de Investigación (AIC), einer Zweigstelle der PGR, im Februar 2018 erlassen wurde.
Am 16. Oktober 2018 kündigten das Außen-, das Justiz- und das Finanzministerium eine gemeinsame Strafverfolgungsmaßnahme gegen die CJNG an und erhöhten das Kopfgeld von El Mencho von 5 Millionen US-Dollar auf 10 Millionen US-Dollar. Diese Erhöhung war eine der größten, die in der Geschichte des Narcotics Rewards Program genehmigt wurde.

### Einstufung des Kingpin Acts
Am 8. April 2015 sanktionierte das Office of Foreign Assets Control (OFAC) des US-Finanzministeriums El Mencho gemäß dem Foreign Narcotics Kingpin Designation Act (Kingpin Act) wegen seiner Beteiligung an internationalen Drogenschmuggeloperationen. Die Sanktion war eine gemeinsame Untersuchung des Finanzministeriums und des DEA-Büros in Los Angeles als Teil einer größeren Anstrengung mit ihren mexikanischen Kollegen, Drogenhandelsgruppen in Mexiko zu sanktionieren. Die Sanktion erstreckte sich auf den CJNG, seinen Schwager Abigael González Valencia und Los Cuinis. Als Teil der Sanktion wurden alle in den USA ansässigen Vermögenswerte und/oder Vermögenswerte, die im Namen von El Mencho, González Valencia, dem CJNG und Los Cuinis die Kontrolle über US-Personen hatten, in den USA eingefroren.
Am 17. September 2015 sanktionierte das OFAC fünf Unternehmen in Jalisco für die finanzielle Unterstützung der Geschäfte von CJNG und El Mencho. Diese Sanktion war das Ergebnis einer weiteren Untersuchung des Finanzministeriums und des DEA-Büros in Los Angeles. Alle in den USA ansässigen Vermögenswerte dieser Unternehmen wurden eingefroren, und es wurde US-Bürgern untersagt, mit ihnen Geschäfte zu machen. Bei den Geschäften handelte es sich um ein Sushi-Restaurant in Puerto Vallarta und Guadalajara, ein Tequila-Unternehmen in Guadalajara, ein Mietkabinengeschäft in Tapalpa sowie eine Werbefirma und ein landwirtschaftliches Unternehmen, beide in Guadalajara. Dem Bericht zufolge zeigte die Vielfalt dieser Unternehmen, dass es dem CJNG gelang, in die Wirtschaft einzudringen.
Am 27. Oktober 2016 sanktionierte das OFAC neun weitere Personen wegen der Bereitstellung materieller und finanzieller Unterstützung für El Mencho und González Valencia und ihre jeweiligen Gruppen, das CJNG und Los Cuinis. Diese Sanktion war auch das Ergebnis einer weiteren Untersuchung des Finanzministeriums und des DEA-Büros in Los Angeles. Diese Sanktion war ein Versuch der US-Regierung, den inneren Kreis der mitschuldigen Familienmitglieder innerhalb des CJNG und der Los Cuinis zu stören und ihre Finanzen in der mexikanischen Binnenwirtschaft zu beeinträchtigen. Bei den sanktionierten Personen handelte es sich um El Menchos Bruder Antonio, seinen Schwiegersohn Julio Alberto Castillo Rodríguez und fünf Geschwister von González Valencia: Arnulfo, Édgar Edén, Elvis, Marisa Ivette und Noemí; der Geschäftsmann Fabián Felipe Vera López und die Anwältin María Teresa Quintana Navarro. Alle ihre in den USA ansässigen Vermögenswerte wurden eingefroren, und es wurde US-Bürgern untersagt, mit ihnen Geschäfte zu machen.

## CJNG-Machtkämpfe und Spaltung
Im März 2017 zeigten sich die Machtkämpfe innerhalb der CJNG, als El Mencho die Ermordung des hochrangigen CJNG-Mitglieds Carlos Enrique Sánchez alias El Cholo befahl. Das Komplott zur Ermordung von El Cholo, der von El Mencho ins Visier genommen wurde, nachdem El Cholo einen CJNG-Finanzoperator mit dem Spitznamen El Colombiano ermordet hatte, scheiterte. El Cholo übte danach Vergeltung, indem er ein neues Kartell mitbegründete, das sich Nueva-Plaza-Kartell nannte. Der Mitbegründer von CJNG, Erick Valencia Salazar, trennte sich ebenfalls von El Mencho und wurde zu einem hochrangigen Führer des Nueva-Kartells. Sie haben auch eine Rivalität mit El Mencho und dem CJNG gebildet.

## Familie
El Mencho hat fünf Brüder: Juan, Miguel, Antonio, Marín und Abraham. In den 1990er Jahren wurde Abraham in Kalifornien zu 10 Jahren Haft verurteilt. Im Jahr 2013 beschuldigten ihn die mexikanischen Behörden des Mordes in Michoacán. Die Anklage wurde später fallen gelassen, und der Fall wurde abgeschlossen.
Marín wurde vor einem kalifornischen Gericht angeklagt, aber die Anklage ist der Öffentlichkeit nicht zugänglich. Antonio lebte in den USA und wurde 2001 aus einem Gefängnis in Mississippi entlassen, nachdem er sein Urteil wegen Sachbeschädigung vollstreckt hatte. Er wurde am 4. Dezember 2015 in Jalisco von der mexikanischen Armee und Marine verhaftet, weil er als einer der wichtigsten Finanzakteure von El Mencho gearbeitet hatte. Nach Angaben der mexikanischen Regierung sind Juan und Miguel an der CJNG beteiligt. Juan wurde in Michoacán wegen Einbruchs angeklagt, aber der Fall wurde später abgewiesen.

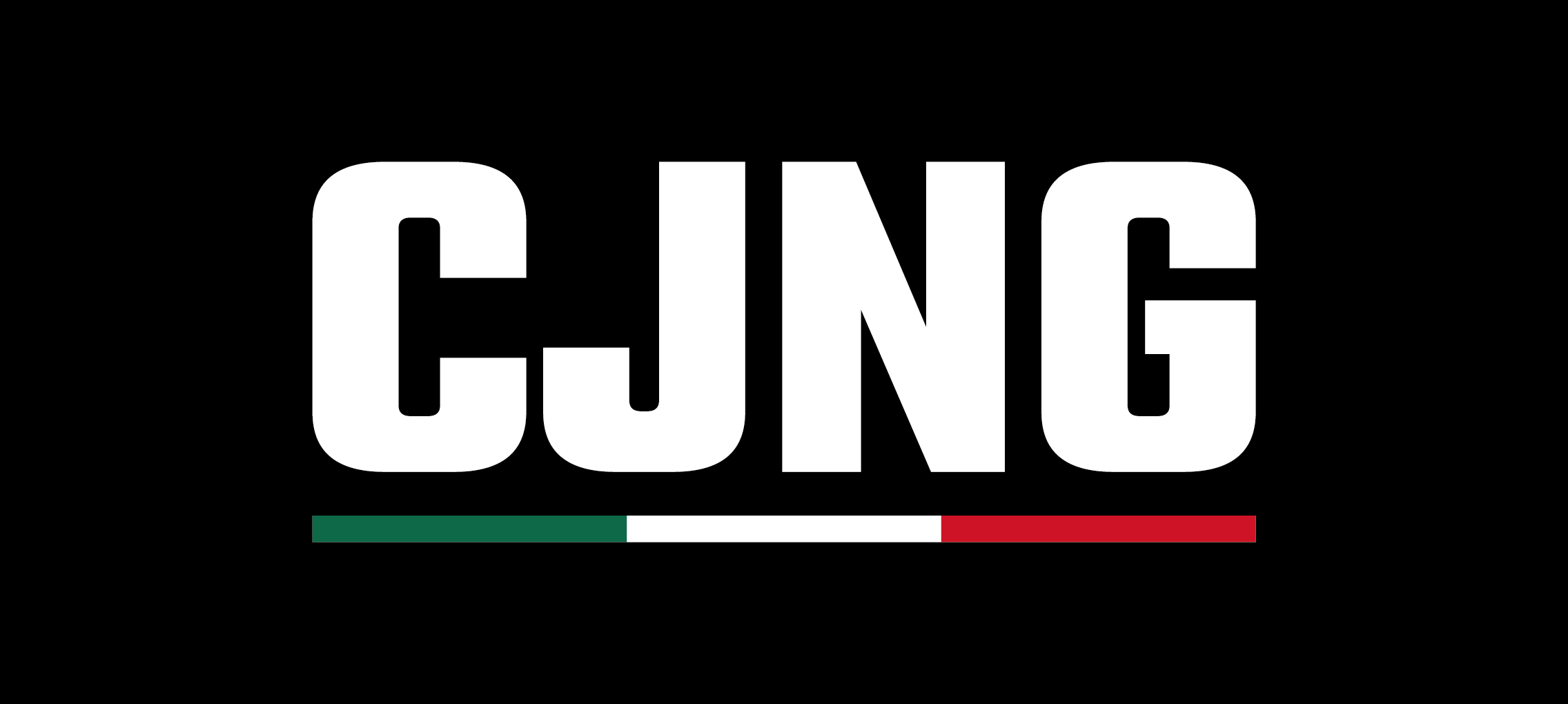
Logo des Kartelles Jalisco Nueva Generación

Rosalinda González Valencia ist die Ehefrau von El Mencho. Sie haben drei Kinder: Jessica Johanna, Laisha und Rubén Oseguera González (alias El Menchito). Jessica Johanna ist mit Julio Alberto Castillo Rodríguez (alias El Ojo de Vidrio) verheiratet, der erstmals am 1. Mai 2015 verhaftet wurde. Er wurde am 1. Juli aus Mangel an Beweisen freigelassen, aber am 6. April 2016 wegen seiner Beteiligung an der CJNG erneut verhaftet. El Menchos Sohn Rubén wurde von der mexikanischen Regierung vor seiner Verhaftung im Jahr 2014 als zweiter Kommandant des CJNG angesehen. Er wurde mehrmals aus Mangel an Beweisen aus der Haft entlassen, wurde aber jedes Mal von der Polizei wegen zusätzlicher Anklagen erneut verhaftet.
Darüber hinaus vermuteten die mexikanischen Behörden 2016, dass Omar Eleazar Oseguera Cervantes Teil der Führungsstruktur der CJNG war. Obwohl er den gleichen Nachnamen wie El Mencho trägt, wurde er als sein Schwiegersohn und nicht als einer seiner Brüder aufgeführt. Berichten zufolge arbeitet er als einer seiner höchsten Sicherheitschefs. El Menchos Schwager Elvis González Valencia wurde 2016 ebenfalls verhaftet. Er hatte als Hauptfinanzier der CJNG gedient. Er wurde später im Dezember 2016 freigelassen.
Im Mai 2018 wurde El Menchos Frau Rosalinda unter dem Vorwurf der Geldwäsche verhaftet. Rosalinda wurde später freigelassen, nachdem sie im September 2018 eine Kaution in Höhe von 1,5 Millionen Pesos (78.000 US-Dollar) hinterlegt hatte, bleibt aber weiterhin strafrechtlich angeklagt und muss sich noch vor Gericht verantworten.
Im April 2019 wurde El Menchos Patensohn Adrián Alonso Guerrero Covarrubias unter dem Vorwurf des Drogenhandels und der Entführung verhaftet. Guerrero diente El Menchos Regionalleiter in den Regionen Ciénega und Los Altos im Norden von Jalisco sowie im Südosten von Guanajuato.

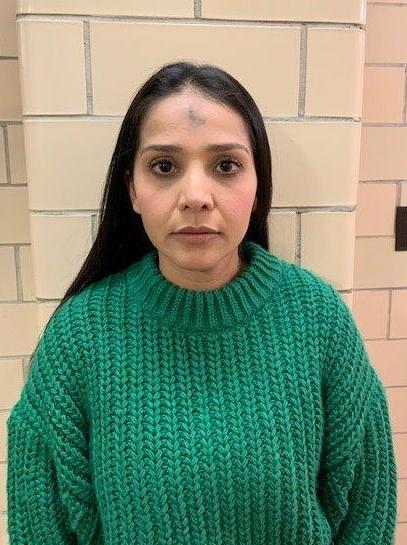
Jessica Johanna Oseguera Gonzalez, abgebildet von der Drug Enforcement Administration (DEA)

Im Februar 2020 wurde die Tochter von El Mencho, Jessica Johanna, bekannt als La Negra, in Washington D.C. verhaftet, als sie ihren Bruder Ruben besuchte, der in den USA wegen Drogenhandels ausgeliefert worden war. Sie wurde angeklagt, Transaktionen oder Geschäfte mit Immobilien mit Unternehmen getätigt zu haben, die vom Finanzministerium auf einer schwarzen Liste standen, und dem CJNG finanzielle Unterstützung gewährt zu haben. Sie hat sich am 12. März 2021 schuldig bekannt und soll am 11. Juni verurteilt werden. Ihr drohen bis zu 30 Jahre Gefängnis.
Im November 2021 wurde Rosalinda González, die Ehefrau von Oseguera und Finanzchefin des Kartells, erneut verhaftet.